# Nikola Karabatić
Nikola Karabatić, francoski rokometaš hrvaško-srbskega porekla, * 11. april 1984, Niš, Srbija.
Trenutno igra za rokometno reprezentanco Francije in francoski klub Paris Saint-Germain. 